# François de La Rocque
François de La Rocque (franceză: [fʁɑ̃swa dəlaʁɔk]; n. 6 octombrie 1885, Lorient, Lorient Agglomération⁠(d), Franța – d. 28 aprilie 1946, Paris, Franța) a fost liderul ligii franceze de aripa dreaptă Croix de Feu din 1930 până în 1936, apoi fondatorul și liderul organizației naționaliste mai moderate Parti Sociale Français (1936-1940), care poate fi văzut ca un precursor al gaullismului.

## Primii ani
S-a născut pe 6 octombrie 1885 în Lorient, Bretania, ca al treilea fiu al unei familii din Haute-Auvergne. Părinții lui au fost generalul Raymond de La Rocque, comandantul artileriei Bazei Navale Lorient, și Anne Sollier.
A fost admis în Academia Militară de la Saint-Cyr în 1905, clasa „Promotion la Dernière du Vieux Bahut”, și a absolvit în anul 1907. El a fost trimis în Algeria și la marginea Saharei, iar în 1912, la Luneville. În anul următor a fost chemat în Maroc de generalul Hubert Lyautey. În ciuda izbucnirii Primului Război Mondial, el a rămas acolo ca ofițer însărcinat cu afacerile indigene până în 1916, când a fost grav rănit și repatriat în Franța. Între timp, fratele său mai mare, Raymond, maior în armată, fusese ucis într-o luptă din 1915. În ciuda acestui fapt, el s-a oferit voluntar pentru a lupta pe Frontul de Vest și a fost trimis în tranșeele de pe Somme la comanda unui batalion.
După război, el a fost repartizat în statul major interaliat al mareșalului Ferdinand Foch, iar în 1921 a mers în Polonia cu Misiunea Militară Franceză condusă de generalul Maxime Weygand. În 1925 a devenit șef al Biroului 2 al statului major al Forțelor Franceze din Maroc în timpul campaniei mareșalului Philippe Pétain împotriva lui Abd el-Krim. El a demisionat din armată în 1927 cu gradul de locotenent-colonel.

## Croix-de-Feu și criza din 6 februarie 1934
François de La Rocque a intrat în mișcarea patriotică și socială catolică creată de Lamennais la sfârșitul secolului al XIX-lea. El a aderat apoi la liga naționalistă Croix-de-Feu în 1929, la doi ani după constituirea acesteia, și a preluat conducerea organizației în 1930. El a transformat rapid liga veteranilor, creând o organizație paramilitară (les dispos, prescurtare de la disponibles – disponibili) și a format o organizație de tineret, Fiii și Fiicele Crucii de Foc (les fils et filles de Croix-de-Feu). De asemenea, el a acceptat pe oricine ce era de acord cu ideologia ligii în grupul Volontaires nationaux (Voluntari Naționali). Din cauza crizei, La Rocque a adăugat ideologiei naționaliste un program social care prevedea apărarea economiei naționale împotriva concurenței străine, protecția forței de muncă franceze, impozite mai mici, lupta cu speculanții și diminuarea influenței statului în economie. Acesta era însă un program vag, iar La Rocque nu i-a acordat un aspect fascist și antirepublican clar așa cum i-au cerut unii voluntari naționali.
La Rocque s-a concentrat pe organizarea de parade militare și a fost foarte mândru că a provocat Ministerul de Interne prin două coloane ale Croix-de-Feu în ajunul revoltelor din 6 februarie 1934. Croix-de-Feu a luat parte la aceste demonstrații ale mișcărilor de extrema dreaptă, cu două grupuri, unul de pe strada Bourgogne și celălalt lângă Petit Palais, care urmau să se unească în fața Palatului Bourbon, sediul Adunării Naționale. Dar colonelul de La Rocque a ordonat împrăștierea demonstranților în jurul orei 8:45 p.m., când alte ligi de extrema dreaptă au început manifestații în Place de la Concorde, în fața palatului Bourbon. Numai locotenent-colonelul de Puymaigre, un membru al Croix-de-Feu și, de asemenea, consilier municipal al Parisului, a încercat, fără succes, să forțeze barajul poliției. După aceste revolte, organizațiile franceze de extremă dreapta și o parte a celor de dreapta l-au criticat pentru că nu a încercat să răstoarne Republica.

## Parti Social Français și Al Doilea Război Mondial
Croix-de-Feu a fost dizolvată, la fel ca toate celelalte ligi, în iunie 1936 de către guvernul Frontului Popular, iar de La Rocque a format Parti Sociale Français sau PSF (1936), care a funcționat până la invazia germană din 1940. Până în 1940, PSF a avut o poziție mai moderată, fiind primul partid francez de masă cu orientare de dreapta (a avut între 600.000 și 800.000 de membri între 1936 și 1940). Programul său a fost naționalist, dar nu în mod deschis fascist. Dimpotrivă, istoricii francezi (Pierre Milza, René Rémond etc.) consideră că succesul moderatului, democratului și social-creștinului PSF a împiedicat orientarea clasei de mijloc franceze către fascism. Pierre Milza a scris: „Populist și naționalist, PSF este mai mult antiparlamentar decât antirepublican” și a rezervat termenul de „fascism” pentru Parti populaire français (PPF) al lui Jacques Doriot, insistând pe anticomunismul acestui partid ca o trăsătură importantă a acestei noi mișcări de dreapta (fascism).
După Bătălia Franței din 1940, La Rocque acceptat „fără rezerve” termenii Armistițiului din iunie 1940 și a reorganizat PSF care a devenit Progrès Social Français (Progresul Social Francez). La Rocque a acceptat „principiul colaborării”, susținut de mareșalul Philippe Pétain, în decembrie 1940. Cu toate acestea, în același timp, el a fost atacat de organizațiile politice de extremă dreaptă care au pretins că el a fondat ziarul partidului său cu fonduri de la un „consorțiu evreiesc”. Atitudinea lui a rămas ambiguă, așa cum s-a scris într-un articol publicat la 5 octombrie 1940 în Le Petit Journal, cu privire la „chestiunea evreiască din Franța Metropolitană și Africa de Nord” (La question juive en métropole et en Afrique du Nord). Un jurnalist american a scris în 1941, că Petit Journal cu La Rocque ca editor „și-a asumat o atitudine antigermană mai curajoasă după armistițiu decât au avut majoritatea ziarelor publicate sub controlul guvernului de la Vichy.” La Rocque a aprobat abrogarea decretelor Crémieux care a dat cetățenia franceză evreilor din Algeria, dar nu a urmat regimul de la Vichy în radicalizarea sa rasistă. El a condamnat, de asemenea, organizația ultracolaboraționistă Legiunea Voluntarilor Francezi împotriva Bolșevismului.
La Rocque și-a schimbat orientarea în septembrie 1942, declarând că „Colaborarea era incompatibilă cu Ocupația” și a intrat în contact cu Réseau Alibi ce avea relații cu serviciile de informații britanice. Apoi, el a format rețeaua de Rezistență Réseau Klan împreună cu unii membri ai PSF. La Rocque a respins legile cu privire la STO care i-a forțat pe tinerii francezi să lucreze în Germania și a amenințat, de asemenea, să-l excludă pe orice membru al PSF care se va alătura Miliției lui Jacques Darnand sau LVF.
El a fost arestat în Clermont-Ferrand pe 9 martie 1943, de către poliția germană SIPO-SD, împreună cu 152 de membri de rang înalt ai PSF din Paris, pentru că ar fi încercat să-l convingă pe Pétain să meargă în Africa de Nord. A fost deportat mai întâi în Castelul Eisenberg, în prezent în Republica Cehă; apoi în Castelul Itter din Austria, unde l-a întâlnit pe fostul prim-ministru Édouard Daladier și pe generalii Maurice Gamelin și Maxime Weygand. Bolnav, a fost internat în martie 1945 într-un spital din Innsbruck și a fost eliberat de către soldații americani pe 8 mai 1945. El s-a întors în Franța pe data de 9 mai 1945 și a fost plasat sub arest administrativ cu scopul de a-l ține departe de negocierile politice din cadrul Conseil national de la Résistance (CNR, organizația unificată a Rezistenței). După ce a fost eliberat, el a fost pus sub arest la domiciliu și a murit pe 28 aprilie 1946.

## Moștenirea politică
Parti Social Français (PSF) al lui François de La Rocque a fost primul mare partid de dreapta din Franța (1936-1940). El a susținut:
- un regim prezidențial pentru a pune capăt instabilității regimului parlamentar.
- un sistem economic fondat pe „profesii organizate” (corporatism).
- o legislație socială inspirată de creștinismul social.

Istoricii consideră acum că el a deschis drumul pentru două partide „republicane de dreapta” din perioada postbelică: creștin-democrata Mișcarea Republicană Populară (MRP) și gaullista Uniunea Democraților pentru Republică.

## Mențiuni literare
Colonelul François de La Rocque este menționat de câteva ori în romanul Orgolii (1977) al lui Augustin Buzura ca fiind un „fascist fioros”. Aflați la studii la Paris în perioada interbelică, medicinistul Ion Cristian și juristul Constantin Redman (două personaje ale romanului) au observat un miting fascist organizat de Croix de Feu pe bulevardul Champs-Élysées, la care colonelul de La Rocque „vorbea ca un descreierat”; înfuriat, Cristian a scos o piatră din pavaj hotărât să-i crape capul oratorului, fiind oprit de prietenul său care i-a explicat iresponsabilitatea unui gest violent în fața unei mulțimi ostile.

## Studii
- Kevin Passmore, From liberalism to fascism : the right in a French province, 1928-1939, Cambridge university press, 1997.
- Jacques Nobécourt, Le Colonel de la Rocque, ou les pièges du nationalisme chrétien', Fayard, Paris, 1996.
- Michel Winock, Le siècle des intellectuels, Seuil, 1999.